# Умболка
Умболка (Расвумйок) — река в Мурманской области России. Протекает по территории городского округа город Кировск с подведомственной территорией. Впадает в озеро Умбозеро.
Длина реки составляет 42 км. Площадь бассейна 274 км². Скорость течения 0,6 м/с.
Берёт начало на западном склоне горы Коашва на высоте свыше 600 м над уровнем моря. Протекает по лесной, местами болотистой местности. Порожиста. Проходит через озёра Китчепахк и Китчеявр. Основной приток Вуоннемйок (через Китчепахк). В верхнем течении носит название Расвумйок. Впадает в Умбозеро на высоте 149,6 м над уровнем моря. Населённых пунктов на реке нет. Через реку перекинуты железнодорожный и автомобильный мост.

## Данные водного реестра
По данным государственного водного реестра России относится к Баренцево-Беломорскому бассейновому округу, водохозяйственный участок реки — реки бассейна Белого моря от западной границы бассейна реки Йоканга (мыс Святой Нос) до восточной границы бассейна реки Нива, без реки Поной. Речной бассейн реки — бассейны рек Кольского полуострова и Карелии.
Код объекта в государственном водном реестре — 02020000212101000009015.